# U-601 (tàu ngầm Đức)
U-601 là một tàu ngầm tấn công  Lớp Type VII thuộc phân lớp Type VIIC được Hải quân Đức Quốc Xã chế tạo trong Chiến tranh Thế giới thứ hai. Nhập biên chế năm 1941, nó đã thực hiện được mười chuyến tuần tra, đánh chìm được bốn tàu buôn với tổng tải trọng 8.869 GRT. Trong chuyến tuần tra cuối cùng, U-601 bị một thủy phi cơ PBY Catalina của Không quân Hoàng gia Anh thả mìn sâu đánh chìm trong biển Bắc Cực vào ngày 25 tháng 2, 1944. 

## Thiết kế và chế tạo

### Thiết kế

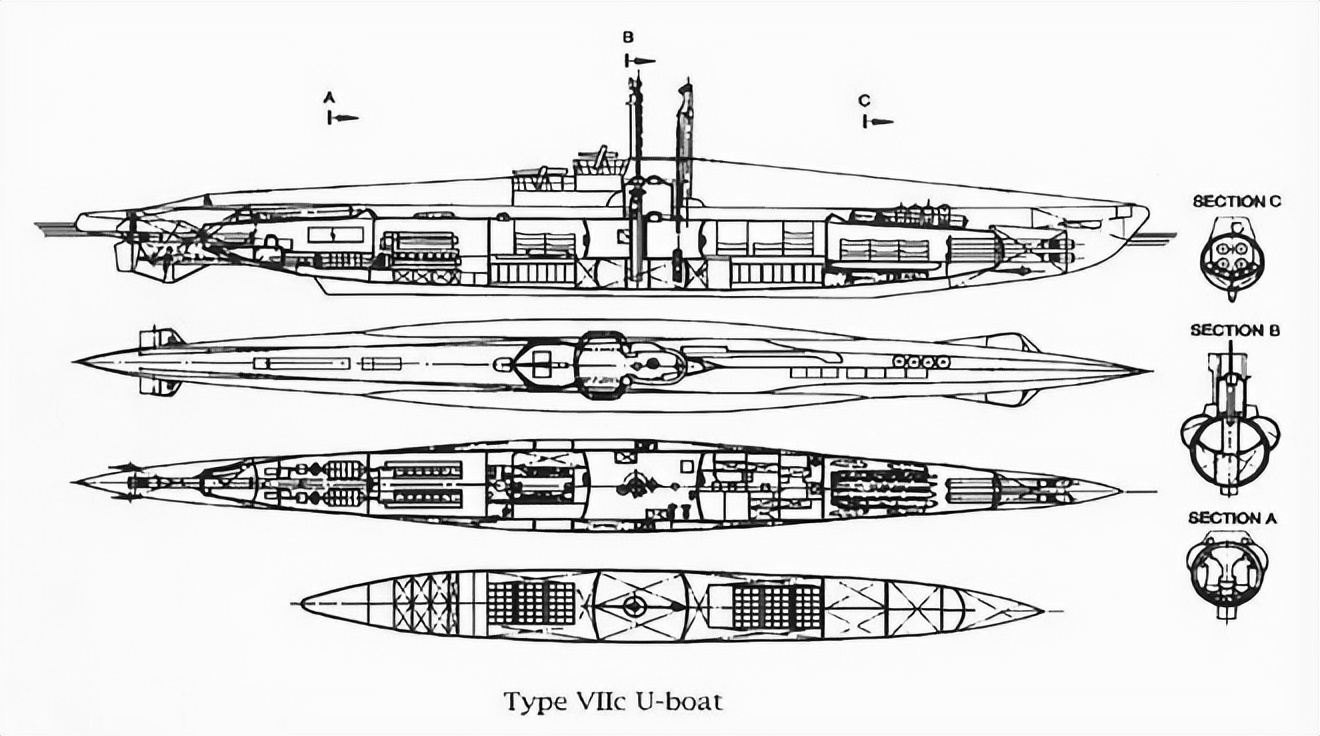
Sơ đồ các mặt cắt một tàu ngầm Type VIIC

Phân lớp VIIC của Tàu ngầm Type VII là một phiên bản VIIB được kéo dài thêm. Chúng có trọng lượng choán nước 769 t (757 tấn Anh) khi nổi và 871 t (857 tấn Anh) khi lặn). Con tàu có chiều dài chung 67,10 m (220 ft 2 in), lớp vỏ trong chịu áp lực dài 50,50 m (165 ft 8 in), mạn tàu rộng 6,20 m (20 ft 4 in), chiều cao 9,60 m (31 ft 6 in) và mớn nước 4,74 m (15 ft 7 in).
Chúng trang bị hai động cơ diesel Germaniawerft F46 siêu tăng áp 6-xy lanh 4 thì, tổng công suất 2.800–3.200 PS (2.100–2.400 kW; 2.800–3.200 bhp), dẫn động hai trục chân vịt đường kính 1,23 m (4,0 ft), cho phép đạt tốc độ tối đa 17,7 kn (32,8 km/h), và tầm hoạt động tối đa 8.500 nmi (15.700 km) khi đi tốc độ đường trường 10 kn (19 km/h). Khi đi ngầm dưới nước, chúng sử dụng hai động cơ/máy phát điện Garbe, Lahmeyer & Co. RP 137/c  tổng công suất 750 PS (550 kW; 740 shp). Tốc độ tối đa khi lặn là 7,6 kn (14,1 km/h), và tầm hoạt động 80 nmi (150 km) ở tốc độ 4 kn (7,4 km/h). Con tàu có khả năng lặn sâu đến 230 m (750 ft).
Vũ khí trang bị có năm ống phóng ngư lôi 53,3 cm (21 in), bao gồm bốn ống trước mũi và một ống phía đuôi, và mang theo tổng cộng 14 quả ngư lôi, hoặc tối đa 22 quả thủy lôi TMA, hoặc 33 quả TMB. Tàu ngầm Type VIIC bố trí một hải pháo 8,8 cm SK C/35 cùng một pháo phòng không 2 cm (0,79 in) trên boong tàu. Thủy thủ đoàn bao gồm 4 sĩ quan và 40-56 thủy thủ.

### Chế tạo
U-601 được đặt hàng vào ngày 22 tháng 5, 1940, và được đặt lườn tại xưởng tàu của hãng Blohm & Voss ở Hamburg vào ngày 10 tháng 2, 1941. Nó được hạ thủy vào ngày 29 tháng 10, 1941, và nhập biên chế cùng Hải quân Đức Quốc Xã vào ngày 18 tháng 12, 1941 dưới quyền chỉ huy của Hạm trưởng, Đại úy Hải quân Peter-Ottmar Grau.

## Lịch sử hoạt động

### 1942
Sau khi hoàn tất việc huấn luyện trong thành phần Chi hạm đội U-boat 5, U-601 được điều sang Chi hạm đội U-boat 11 từ ngày 1 tháng 7, 1942 để hoạt động trên tuyến đầu. Nó lại được điều sang Chi hạm đội U-boat 13 từ ngày 1 tháng 6, 1943 cho đến khi bị mất.

#### Chuyến tuần tra thứ nhất
U-601 đã di chuyển từ cảng Kiel, Đức đến cảng Narvik, Na Uy vào đầu tháng 7, 1942, rồi xuất phát từ đây vào ngày 14 tháng 7 cho chuyến tuần tra đầu tiên trong chiến tranh. Con tàu hướng sang phía Đông để hoạt động trong biển Barents cho đến tận quần đảo Novaya Zemlya. Tại đây trong đêm 26 tháng 7, nó đã bắn phá một trạm vô tuyến tại Malye Karmakuly, Novaya Zemlya bằng hải pháo. Đến ngày 1 tháng 8, U-601 phóng ngư lôi đánh chìm chiếc tàu buôn Liên Xô Krest’janin 2.513 GRT ở vị trí cách đảo Mezhdysharskiy 10 nmi (19 km) về phía Tây. Chiếc U-boat kết thúc chuyến tuần tra và đi đến cảng Kirkenes ở phía cực Bắc Na Uy vào ngày 3 tháng 8.

### 1944

#### Chuyến tuần tra thứ mười – Bị mất
U-601 khởi hành từ cảng Narvik vào ngày 17 tháng 2 cho chuyến tuần tra thứ mười, cũng là chuyến cuối cùng, để hoạt động trong biển Na Uy. Chỉ tám ngày sau đó, 25 tháng 2, nó bị một thủy phi cơ PBY Catalina thuộc Liên đội 210 Không quân Hoàng gia Anh thả mìn sâu đánh chìm ở vị trí về phía Tây Narvik, tại tọa độ 70°26′B 12°40′Đ / 70,433°B 12,667°Đ. Toàn bộ 51 thành viên thủy thủ đoàn của U-601 đều đã tử trận.

### "Bầy sói" tham gia
U-601 từng tham gia năm bầy sói:
- Boreas (19 tháng 11 – 6 tháng 12, 1942)
- Wiking (20 tháng 9 – 3 tháng 10, 1943)
- Eisenbart (19 tháng 12, 1943 – 5 tháng 1, 1944)
- Isegrim (16 – 27 tháng 1, 1944)
- Werwolf (27 tháng 1 – 1 tháng 2, 1944)

### Tóm tắt chiến công
U-601 đã đánh chìm được bốn tàu buôn tổng tải trọng 8.869 GRT và hai tàu chiến tổng tải trọng 22.947 tấn, đồng thời gây hư hại cho ba tàu buôn khác:
| Ngày              | Tên tàu       | Quốc tịch    | Tải trọng | Số phận      |
| ----------------- | ------------- | ------------ | --------- | ------------ |
| 1 tháng 8, 1942   | Krest’janin   | Soviet Union | 2.513     | Bị đánh chìm |
| 24 tháng 8, 1942  | Kujbyshev     | Soviet Union | 2.332     | Bị đánh chìm |
| 24 tháng 8, 1942  | Medvezhonok   | Soviet Union | 50        | Bị đánh chìm |
| 23 tháng 11, 1942 | Kuznets Lesov | Soviet Union | 3.974     | Bị đánh chìm |